# Кирххундем
Кирххундем (нем. Kirchhundem) — община в Германии, в земле Северный Рейн-Вестфалия.
Подчиняется административному округу Арнсберг. Входит в состав района Ольпе.  Население составляет 12 247 человек (на 31 декабря 2010 года). Занимает площадь 147,9 км².
Коммуна подразделяется на 37 сельских округов.
| Год  | Население |
| ---- | --------- |
| 1995 | 12 987    |
| 2000 | 13 057    |
| 2005 | 13 036    |
| 2010 | 12 336    |

## Фотографии

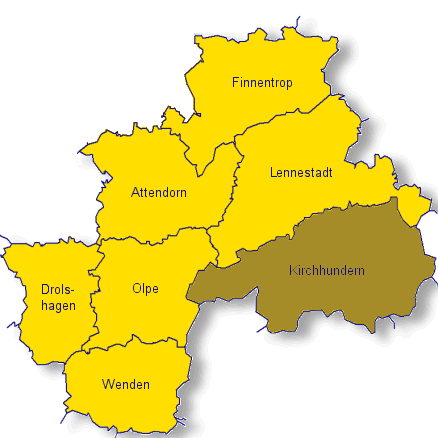
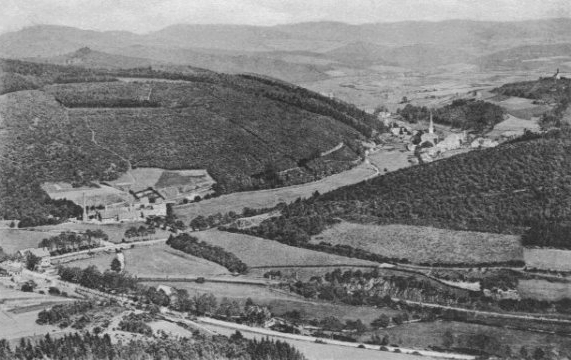
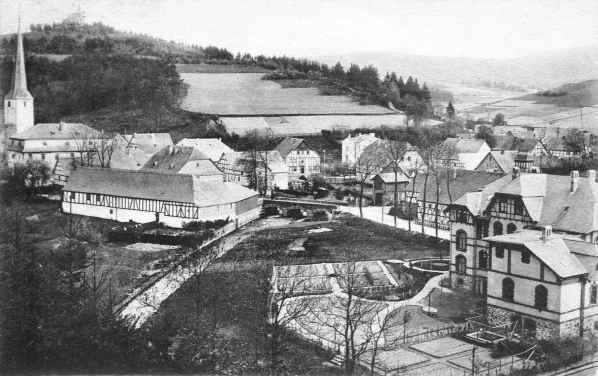
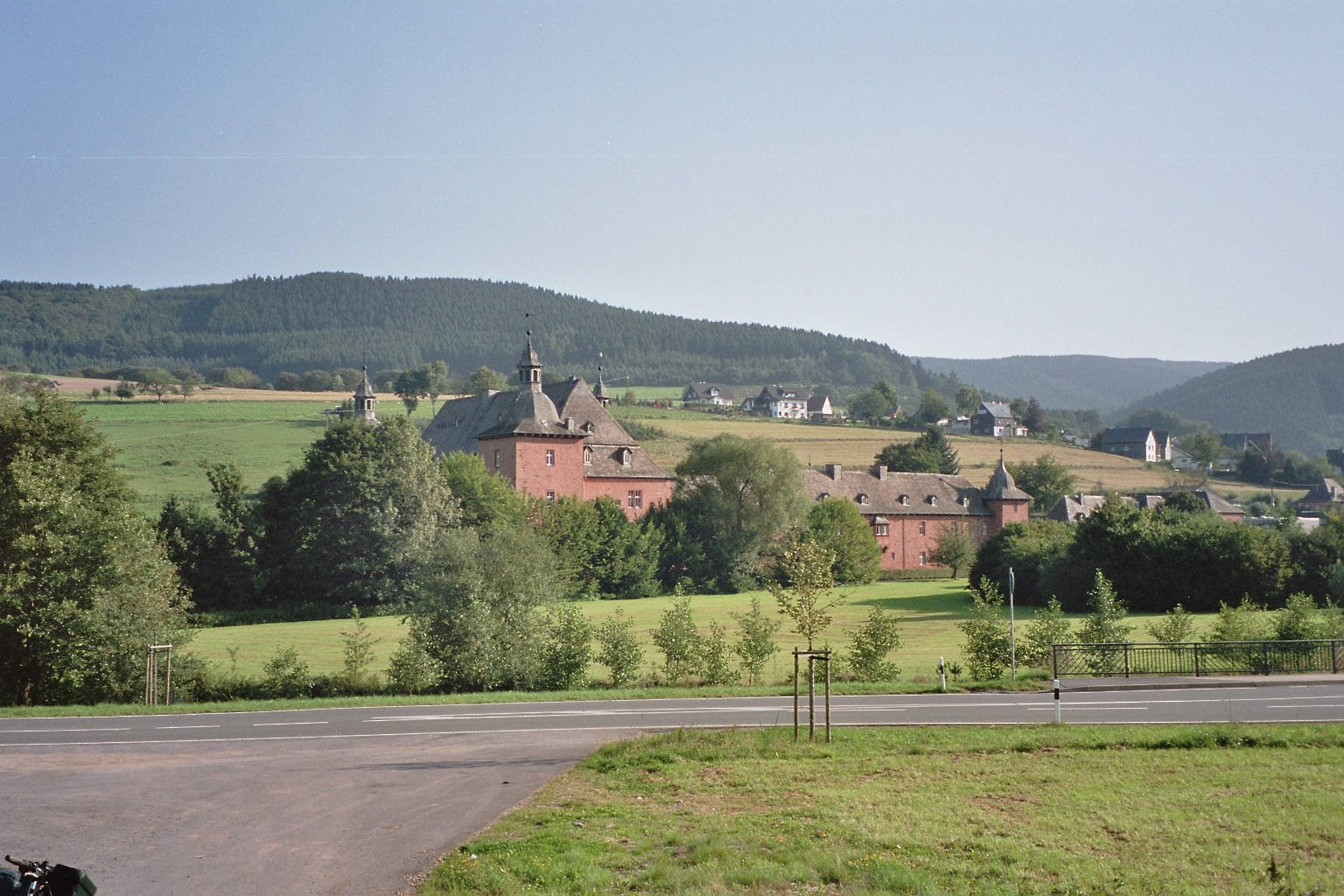
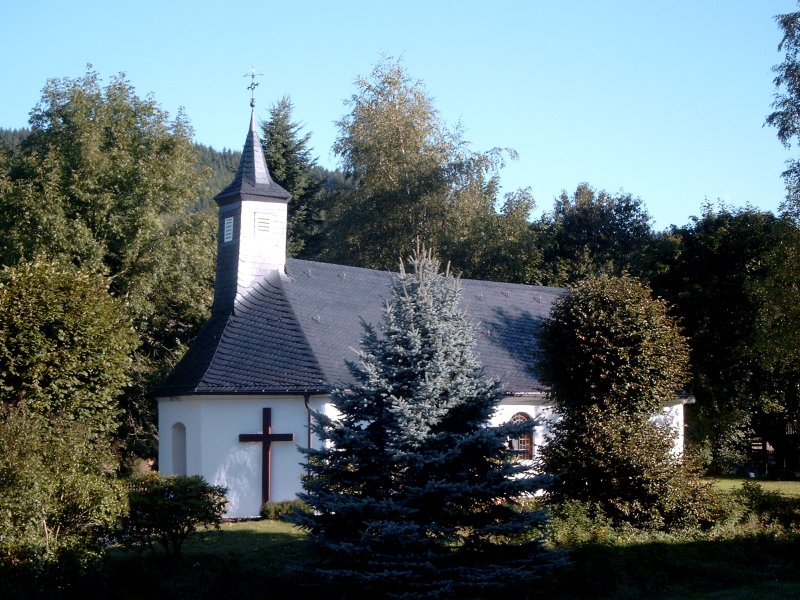
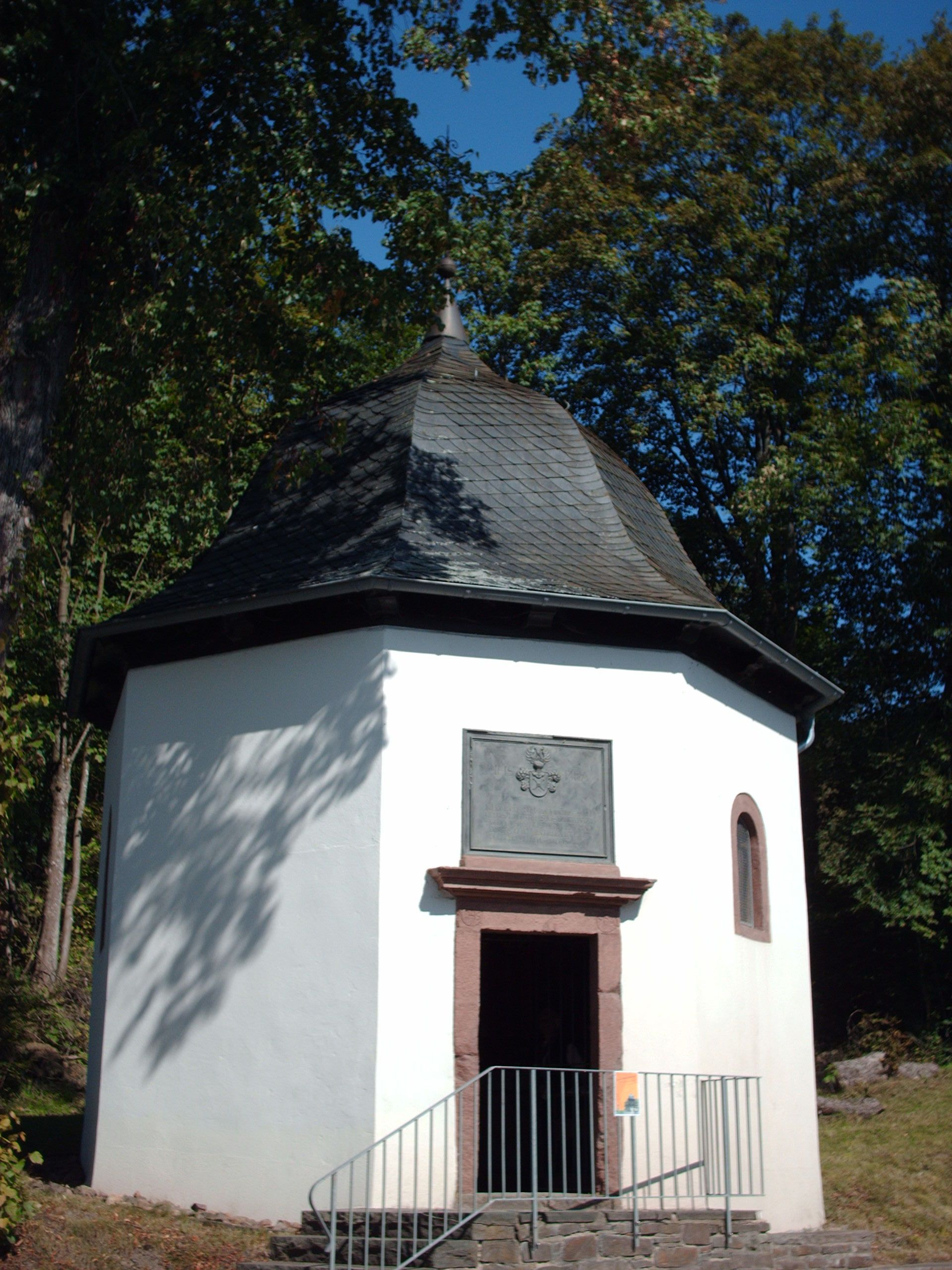
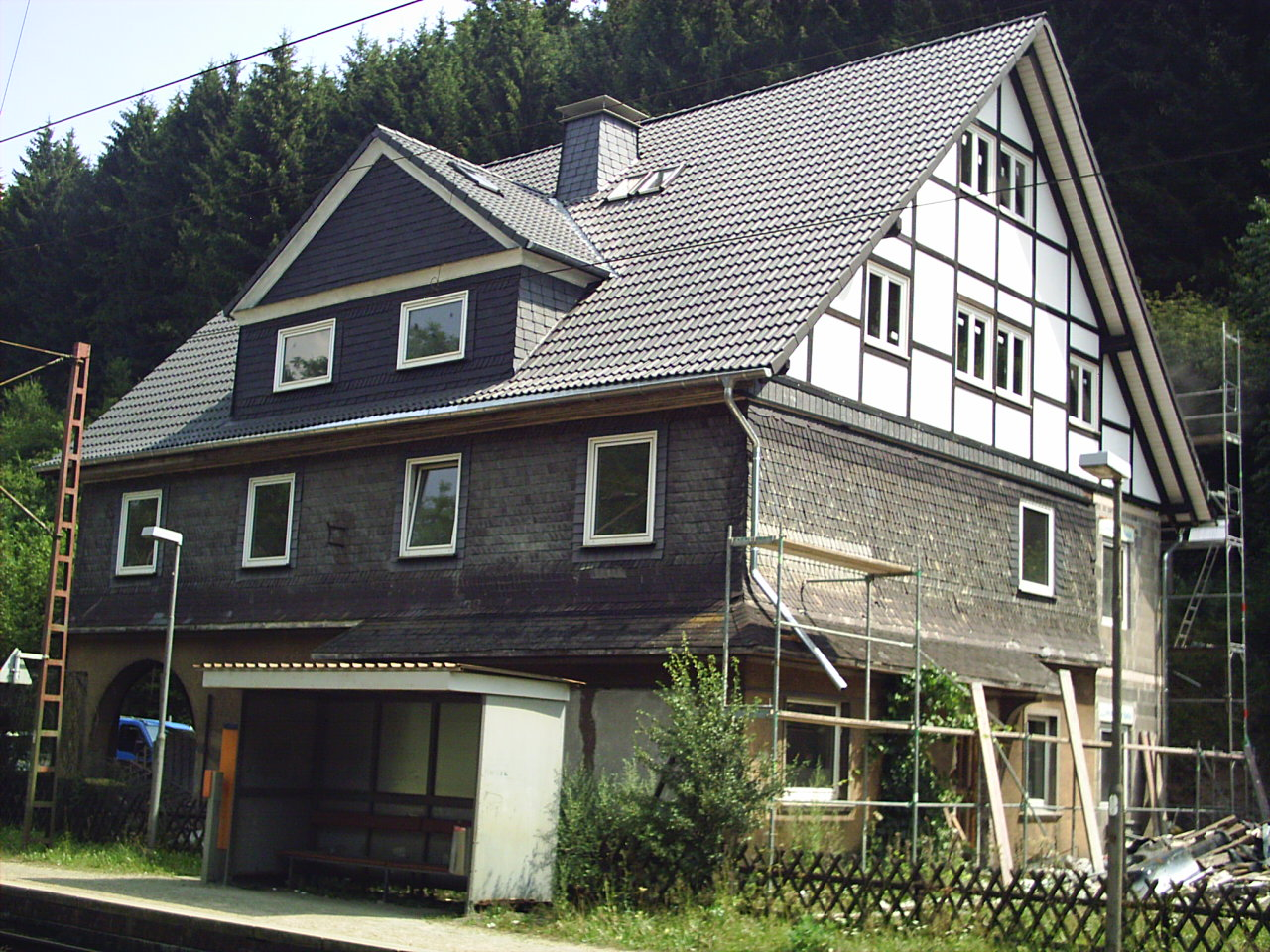